# 박카스디
박카스·디(Bacchus·D)는 동아제약에서 생산된 자양강장제이다.  2011년 일반의약품에서 의약외품으로 전환되었다.
1963년에 출시된 자양강장제로서, 타우린과 이노시톨이 함유되어 있다. 1961년 '박카스-정'이 출시되었으며, 이듬해에는 앰플형태로 나왔다. 1963년 현재와 같이 병에 담아 판매하면서 이름을 '박카스-디'를 지었다. 디(D)는 드링크(Drink)의 약자이다. 1991년에는 '박카스-에프'를 출시하였는데, 에프(F)는 포르테(forte)를 뜻한다. 2005년에는 다시 '박카스·디'로 바뀌었다. 이는 타우린 함량을 두배로 늘려 더블(Double)의 약자를 붙인 것이다. 3월 자매품인 '박카스-디카페'를 의약품으로 출시하였다. 카페인이 들어있지 않으며, 두충이 함유되었다. 현재 의약외품으로 분류되어, 슈퍼에서도 판매되며, 120ml의 박카스에프도 나오고 있다.

### 박카스-D:

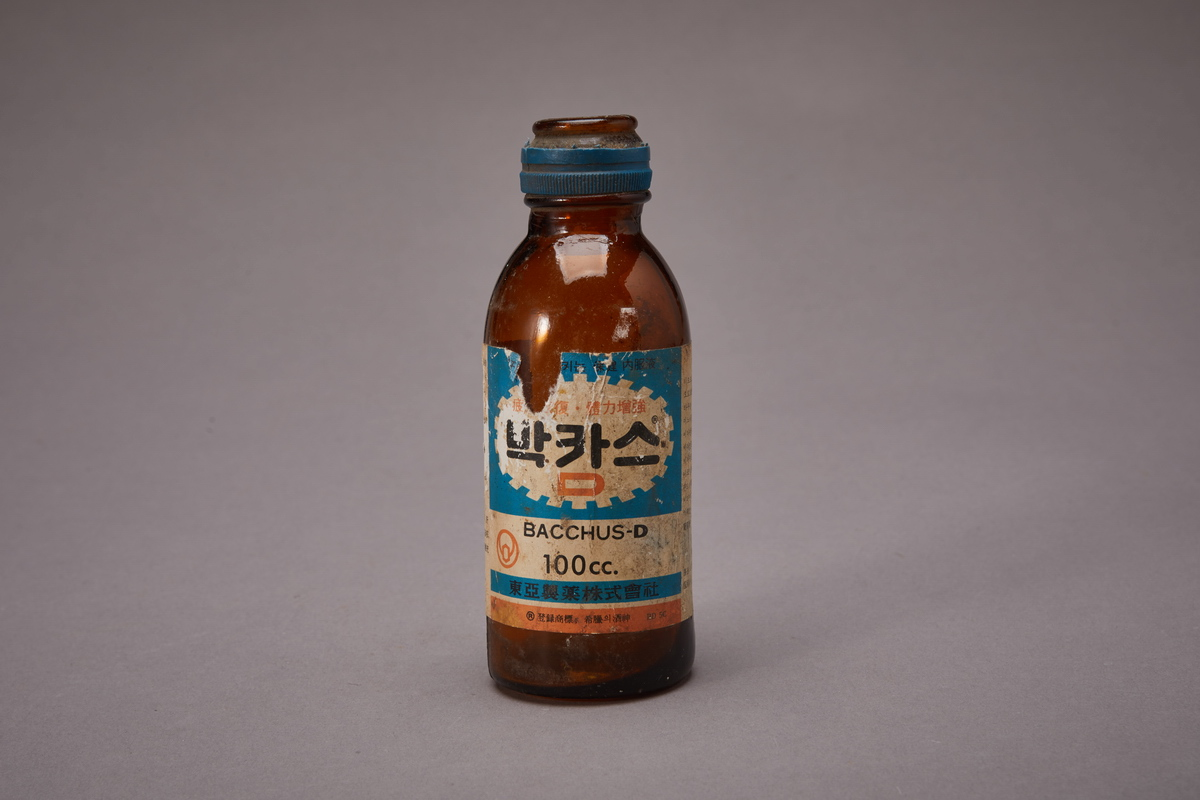
1970년대의 박카스

타우린 2,000mg , 용량 100ml  약국에서 판매된다.

### 박카스-F:

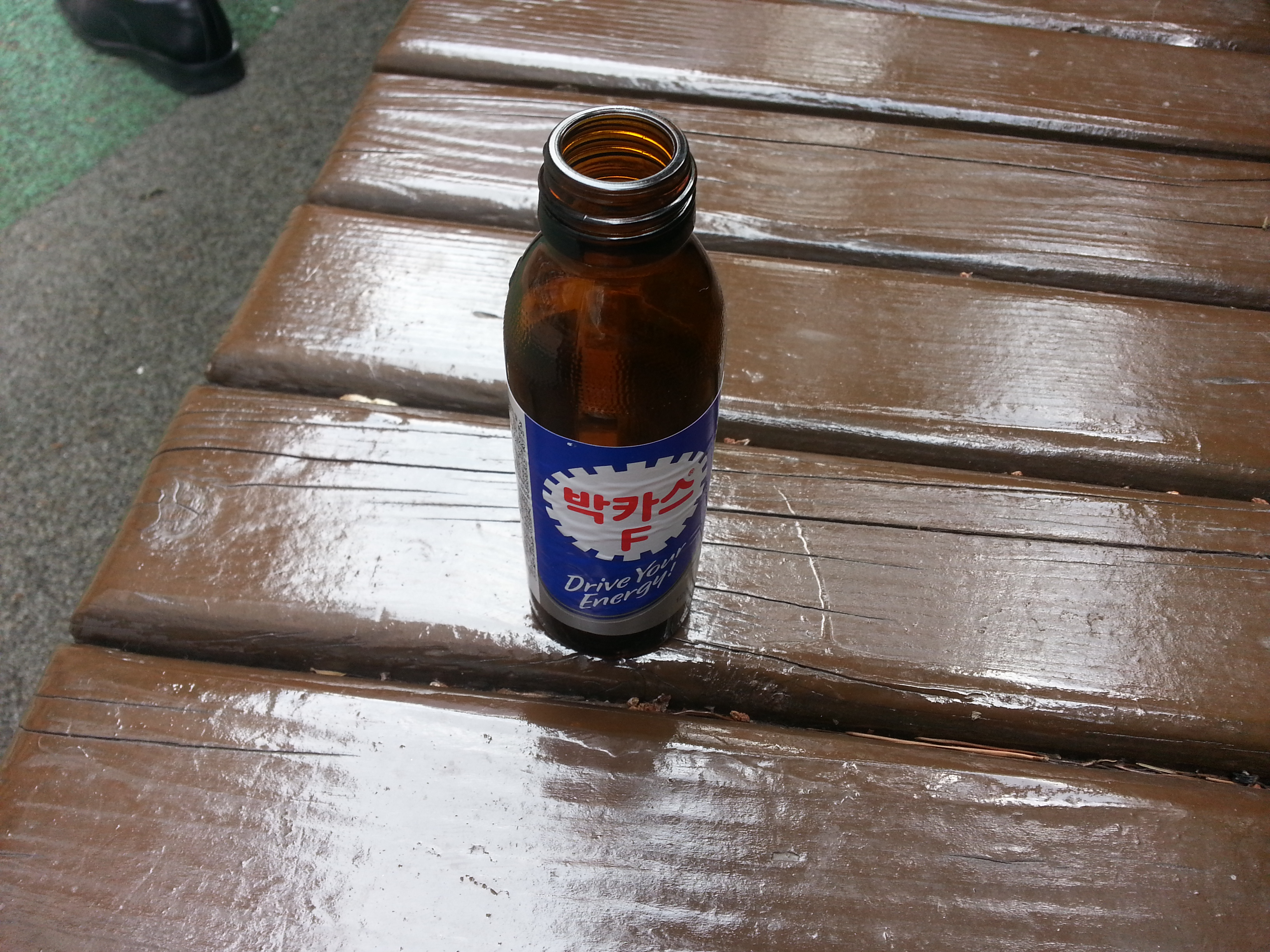
2014년

타우린 1,000mg , 대용량 120ml의 박카스에프 마트, 편의점에서 판매된다.

### 박카스-A:
카페인 30ml이없다.

## 같이 보기
- 박카스
- 리포비탄D